# 絶対的剰余価値
絶対的剰余価値（ぜったいてきじょうよかち、英語: absolute surplus value）とはマルクス経済学用語の一つで、『資本論』3編（第5章から第9章）に説明がみられる。マルクス経済学で重要な事柄となっている資本家の搾取する分である剰余価値を更に増加させたというもの。
資本家は剰余価値を更に増やすために労働者に割り当てる労働時間を長くするという手段を取るようになり、この延長された時間内に生産された価値のことを絶対的剰余価値という資本家によって更に搾取される生産である。これは定められた量の生産高を出すために要する時間が一定であり、密度や速度を増加するなどといった形での効率性の向上が不可能な場合にこの手段を用いることで資本家は絶対的剰余価値を手にしているというわけである。